# Mbeere
Mbeere is een Keniaans district. Het district telt 170.953 inwoners (1999) en heeft een bevolkingsdichtheid van 82 inw/km². Ongeveer 3,6% van de bevolking leeft onder de armoedegrens en ongeveer 63,0% van de huishoudens heeft beschikking over elektriciteit.